# Berit Granquist
Berit Granquist, född 21 maj 1909 i Sandträsk i Överluleå församling, död  12 december 2001 i Norrtälje, var en svensk fäktare. Hon tävlade i damernas individuella florettfäktning under sommar-OS 1936.  Granquist tävlade för Stockholms kvinnliga fäktklubb. För klubben vann hon också individuellt SM i florett för damer 1935 och 1937. Hon kom senare att byta efternamn till Pålsson.